# Le Horps
Le Horps [lə ɔʁ] est une commune française, située dans le département de la Mayenne en région Pays de la Loire, peuplée de 721 habitants.
La commune fait partie de la province historique du Maine, et se situe dans le Bas-Maine dans le pays de Passais.

## Géographie

### Communes limitrohes
| Lassay-les-Châteaux          | Lassay-les-Châteaux | Charchigné |
| Chantrigné, Montreuil-Poulay | du Horps            | Le Ribay   |
| Champéon                     | Marcillé-la-Ville   | Le Ribay   |

### Climat
Pour des articles plus généraux, voir Climat des Pays de la Loire et Climat de la Mayenne.
En 2010, le climat de la commune est de type climat océanique altéré, selon une étude du CNRS s'appuyant sur une série de données couvrant la période 1971-2000. En 2020, Météo-France publie une typologie des climats de la France métropolitaine dans laquelle la commune est exposée à un climat océanique et est dans la région climatique  Moyenne vallée de la Loire, caractérisée par une bonne insolation (1 850 h/an) et un été peu pluvieux. 
Pour la période 1971-2000, la température annuelle moyenne est de 10,2 °C, avec une amplitude thermique annuelle de 14 °C. Le cumul annuel moyen de précipitations est de 954 mm, avec 13,2 jours de précipitations en janvier et 7,8 jours en juillet. Pour la période 1991-2020, la température moyenne annuelle observée sur la station météorologique installée sur la commune est de 11,1 °C et le cumul annuel moyen de précipitations est de 857,1 mm,. Pour l'avenir, les paramètres climatiques de la commune estimés pour 2050 selon différents scénarios d'émission de gaz à effet de serre sont consultables sur un site dédié publié par Météo-France en novembre 2022.
| Mois                                  | jan.          | fév.          | mars          | avril         | mai           | juin          | jui.          | août          | sep.          | oct.          | nov.          | déc.          | année     |
| ------------------------------------- | ------------- | ------------- | ------------- | ------------- | ------------- | ------------- | ------------- | ------------- | ------------- | ------------- | ------------- | ------------- | --------- |
| Température minimale moyenne (°C)     | 2,2           | 1,9           | 3,5           | 5,9           | 8,6           | 11,7          | 13,3          | 13,3          | 11,3          | 8,9           | 5,5           | 2,6           | 7,4       |
| Température moyenne (°C)              | 4,5           | 4,7           | 7,1           | 10,4          | 13,1          | 16,3          | 18,3          | 18,1          | 15,9          | 12            | 8             | 5             | 11,1      |
| Température maximale moyenne (°C)     | 6,8           | 7,5           | 10,7          | 14,8          | 17,5          | 21            | 23,3          | 23            | 20,4          | 15,2          | 10,4          | 7,4           | 14,8      |
| Record de froid (°C) date du record   | −10 07.01.09  | −12 11.02.12  | −7,3 13.03.13 | −2,8 03.04.22 | 1,1 13.05.10  | 4,8 01.06.06  | 7,8 31.07.15  | 7,2 16.08.15  | 3,7 16.09.17  | −1,4 24.10.03 | −5,2 30.11.10 | −9,1 29.12.05 | −12 2012  |
| Record de chaleur (°C) date du record | 14,4 01.01.22 | 20,4 27.02.19 | 22,4 30.03.21 | 27 30.04.05   | 30,4 27.05.05 | 35,5 18.06.22 | 39,5 25.07.19 | 37,6 10.08.03 | 32,9 14.09.20 | 27,3 09.10.23 | 20,1 01.11.15 | 15,2 19.12.15 | 39,5 2019 |
| Précipitations (mm)                   | 87,5          | 65            | 65,7          | 54            | 72,6          | 60,7          | 67,7          | 62,5          | 51,9          | 86,5          | 87            | 96            | 857,1     |

## Urbanisme

### Typologie
Au 1er janvier 2024, Le Horps est catégorisée commune rurale à habitat dispersé, selon la nouvelle grille communale de densité à sept niveaux définie par l'Insee en 2022.
Elle est située hors unité urbaine et hors attraction des villes,.

### Occupation des sols
L'occupation des sols de la commune, telle qu'elle ressort de la base de données européenne d’occupation biophysique des sols Corine Land Cover (CLC), est marquée par l'importance des territoires agricoles (98,5 % en 2018), une proportion sensiblement équivalente à celle de 1990 (98,8 %). La répartition détaillée en 2018 est la suivante : 
prairies (46,8 %), terres arables (42,3 %), zones agricoles hétérogènes (9,3 %), zones urbanisées (1,5 %). L'évolution de l’occupation des sols de la commune et de ses infrastructures peut être observée sur les différentes représentations cartographiques du territoire : la carte de Cassini (XVIIIe siècle), la carte d'état-major (1820-1866) et les cartes ou photos aériennes de l'IGN pour la période actuelle (1950 à aujourd'hui).

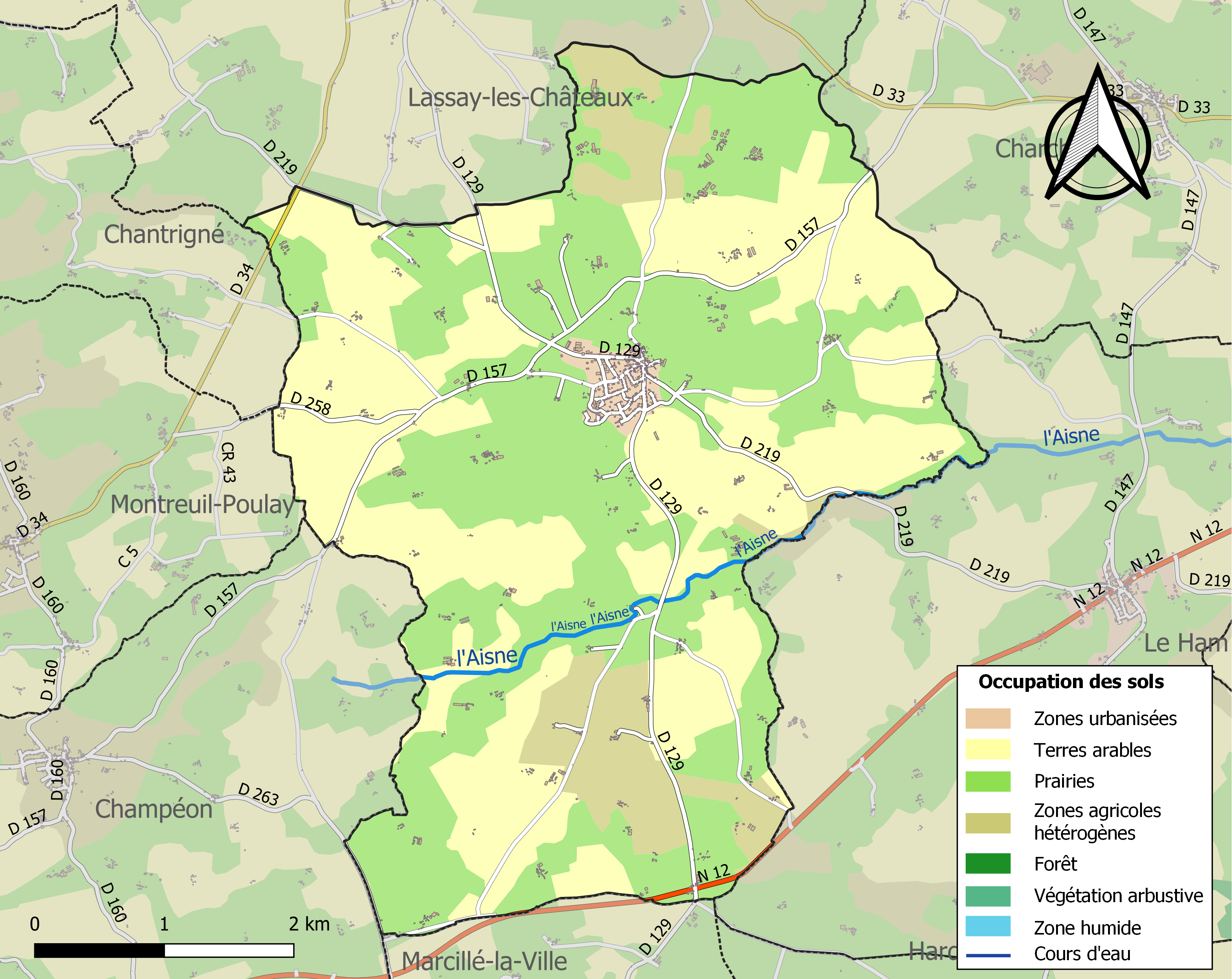
Carte des infrastructures et de l'occupation des sols de la commune en 2018 (CLC).

## Toponymie
Le nom de la localité est attesté sous la forme Horp en 1186. Le toponyme serait issu du germanique horwi, « marécage ».
Le gentilé est Horpéen.

## Histoire

### Époque contemporaine

#### Première Guerre mondiale
À la fin du conflit, la commune du Horps déplore le décès de 59 hommes, pour une population totale de 1 227 habitants au début de la guerre, ce qui représente 9,6 % de la population masculine, soit environ 28,9 % de la génération 20-40 ans.

## Politique et administration
Le conseil municipal est composé de quinze membres dont le maire et trois adjoints.

## Démographie
L'évolution du nombre d'habitants est connue à travers les recensements de la population effectués dans la commune depuis 1793. Pour les communes de moins de 10 000 habitants, une enquête de recensement portant sur toute la population est réalisée tous les cinq ans, les populations de référence des années intermédiaires étant quant à elles estimées par interpolation ou extrapolation. Pour la commune, le premier recensement exhaustif entrant dans le cadre du nouveau dispositif a été réalisé en 2004.
En 2022, la commune comptait 721 habitants, en évolution de −4,63 % par rapport à 2016 (Mayenne : −0,73 %, France hors Mayotte : +2,11 %).
Le Horps a compté jusqu'à 1 729 habitants en 1806.
| 1793  | 1800  | 1806  | 1821  | 1831  | 1836  | 1841  | 1846  | 1851  |
| ----- | ----- | ----- | ----- | ----- | ----- | ----- | ----- | ----- |
| 1 567 | 1 608 | 1 729 | 1 631 | 1 643 | 1 682 | 1 583 | 1 564 | 1 579 |

| 1856  | 1861  | 1866  | 1872  | 1876  | 1881  | 1886  | 1891  | 1896  |
| ----- | ----- | ----- | ----- | ----- | ----- | ----- | ----- | ----- |
| 1 583 | 1 626 | 1 634 | 1 572 | 1 584 | 1 534 | 1 454 | 1 446 | 1 336 |

| 1901  | 1906  | 1911  | 1921  | 1926  | 1931 | 1936 | 1946 | 1954 |
| ----- | ----- | ----- | ----- | ----- | ---- | ---- | ---- | ---- |
| 1 321 | 1 245 | 1 223 | 1 048 | 1 006 | 953  | 920  | 935  | 904  |

| 1962 | 1968 | 1975 | 1982 | 1990 | 1999 | 2004 | 2006 | 2009 |
| ---- | ---- | ---- | ---- | ---- | ---- | ---- | ---- | ---- |
| 836  | 735  | 707  | 671  | 684  | 734  | 744  | 754  | 761  |

| 2014 | 2019 | 2022 | - | - | - | - | - | - |
| ---- | ---- | ---- | - | - | - | - | - | - |
| 762  | 720  | 721  | - | - | - | - | - | - |

## Culture locale et patrimoine

### Lieux et monuments
- Église Saint-Pierre-et-Saint-Paul, du XIIe siècle.
- Chapelle Notre-Dame-des-Sept-Douleurs, du XIXe siècle.
- Ancien château du Horps.

### Personnalités liées à la commune
- Georges Dessaigne, (1925-2018), industriel, homme politique, sénateur, maire du Horps.

### Héraldique
| Blason de Le Horps | Blason  | Parti : Au 1 d’azur, à un lion contourné d’argent, armé et lampassé de gueules ; au deux de sable, à un lion d’argent, coupé de l’un dans l’autre ; à une clé d’or, mise en pal, brochant sur la partition. Au chef d’azur, chargé d’une couronne de baron accostée de deux joncs, le tout d’or. |
| Blason de Le Horps | Détails | Le parti permet de représenter les deux familles qui ont possédé le fief du Horps avant son rattachement au Bois-Froust puis à Lassay-les-Châteaux pour devenir une baronnie. La première famille est celle de Couterne « D’azur à deux fasces d’argent et un lion de même en chef, armé et lampassé de gueules ». La reprise intégrale des armes de famille étant interdite pour les municipalités, il suffit d’en emprunter un ou plusieurs éléments. La seconde famille qui lui succède est celle des Vaux « Coupé de sable à un lion d’argent, de l’un dans l’autre ». La remarque concernant le blason de seigneur est valable ici aussi. La clé est le symbole de Pierre, le saint patron de la paroisse. Le chef est une figure héraldique qui représente les hauteurs. Il indique que le village est édifié sur un tertre. La couronne de baron rappelle que Le Horps est devenu une baronnie à la suite du rattachement de la seigneurie avec celle de Lassay-les-Châteaux. Les joncs traduisent le nom du village, souvenir des anciens marécages. Les ornements sont deux deux gerbes de blé d’or, mises en sautoir par la pointe et liées d’azur pour honorer l’agriculture communale. Le listel d'argent porte le nom de la commune en lettres majuscules de sable. La couronne de tours dit que l’écu est celui d’une commune ; elle n’a rien à voir avec des fortifications. Le statut officiel du blason reste à déterminer. |